# María Enciso
María Dolores Pérez Enciso (Almería, España, 31 de marzo de 1908-Ciudad de México, México, 1949) fue una poeta, escritora, periodista y militante comunista española.

## Trayectoria

### Orígenes familiares
Determinadas lagunas sobre su infancia y pubertad hace impreciso el contorno humano dibujado ("María Enciso, escritora almeriense del exilio. Estudio y antología", Diputación Provincial de Almería, 1987)
El 7 de diciembre de 1903 tuvo lugar en la parroquial del Sagrario el matrimonio de Francisco Pérez Castro y Dolores Enciso Amat. Él, habitante en la calle Baile (actual Aristóteles), maquinista naval al servicio del poderoso naviero Juan March; y ella perteneciente a la burguesía almeriense en la que sobresalía su hermano José Gabriel, farmacéutico, dirigente de Izquierda Republicana, y gobernador civil de Almería.  El matrimonio se instaló en la calle San Ildefonso, donde el 31 de marzo de 1908 nació María de los Dolores. A ella le siguió Francisco, fallecido en 1914 de fiebres tifoideas; y Guillermo, probablemente nacido en Barcelona (a la que se trasladaron una temporada por motivos laborales paternos); quien se reuniría años después con la primogénita en América, donde obtuvo una cátedra de Filosofía en la Universidad de Caracas.

### Barcelona y toma de conciencia política
Ya en Almería, María, tras asistir a la escuela pública, ingresó en septiembre de 1923 en la Escuela Normal de Maestras, establecida en su propia calle. Su padre se hallaba enfermo y falleció de neumonía en 1924; sepelio al que no pudo asistir por vivir en Barcelona, a cuya Normal, autorizada por el tío farmacéutico, cambió la matrícula de Magisterio (cursos 1923/27). No existe constancia de que accediese a aquella universidad pero sí que frecuentara los ambientes intelectuales de la ciudad; especialmente la Residencia de Estudiantes de Ríos Rosas, en el barrio de Sant Gervasi; allí cimentó su vasta cultura y escuchó, entre otros, a la poetisa chilena Gabriela Mistral. Se casó con el empresario Francisco del Olmo en 1932; matrimonio fallido tras nacer en 1937 Rosa, su única hija. En Cataluña ingresó en la UGT y en el PSUC. Se ha especulado que utilizó el seudónimo de "Rosario del Olmo" (nombre real de la niña) al ostentar el cargo de responsable del gabinete de Prensa Extranjero comunista. Pero ese nombre es de otra periodista y militante comunista, Rosario del Olmo. Durante la guerra fue dirigente de la Unió de Dones de Catalunya y redactora de la revista Companya.

### Exilio y muerte

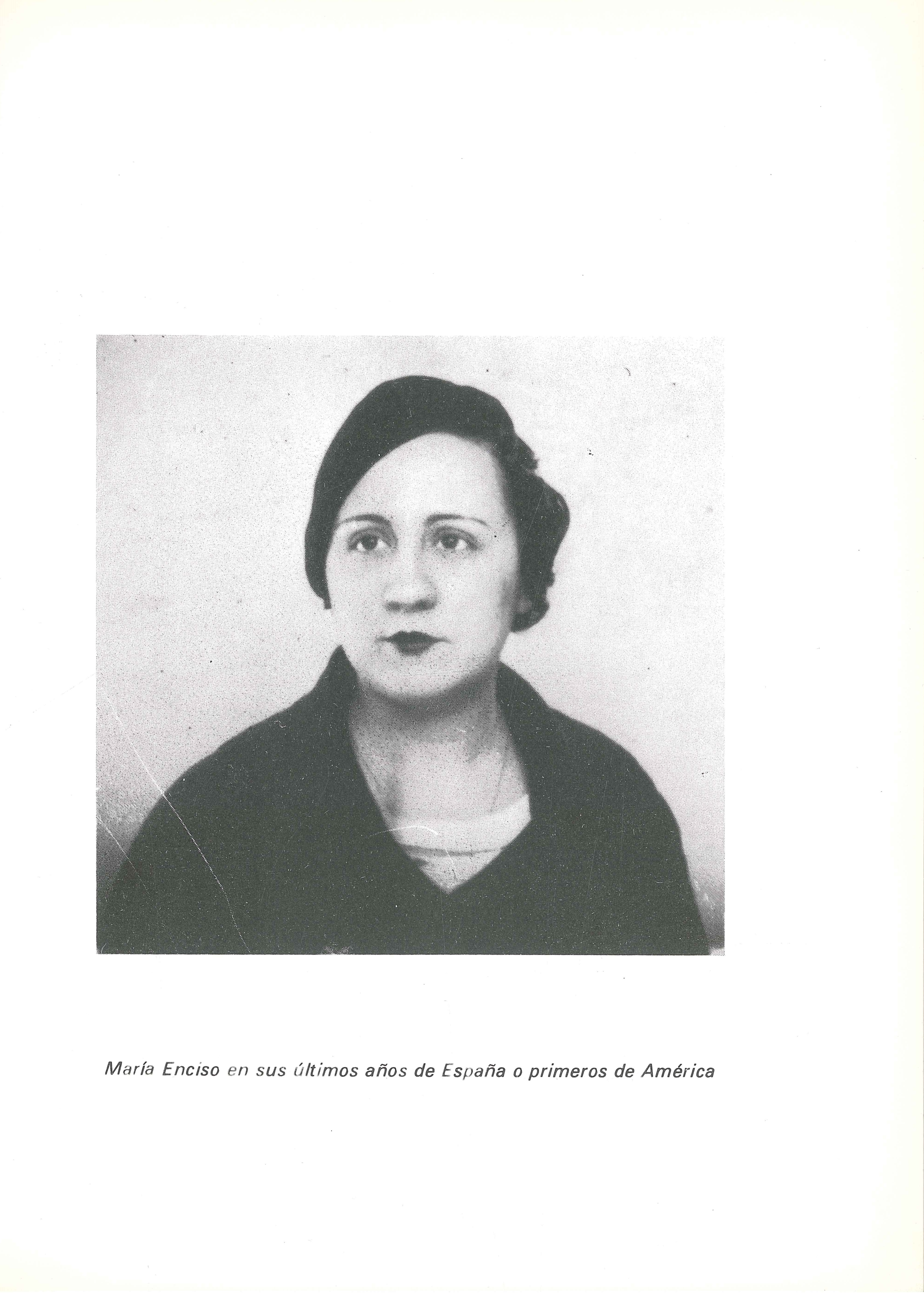
María Pérez Enciso

Ante la toma de Barcelona por las tropas franquistas, huyó con miles de españoles hasta ganar la frontera francesa por Cerbére en enero de 1939. Estaba encargada de una misión oficial: delegada de Evacuación en Bélgica, adscrita a la diplomacia Sudamericana. Junto a la diputada belga Isabelle Blume, recogió a niños españoles de los campos de concentración de  Saint Cyprien, Clermont-Ferrand o Argelés-sur-Mer para ser entregados en adopción a hogares pudientes de Bruselas, Amberes.
Tras recorrer Francia e Inglaterra, llegó a Colombia, vivió en Cuba y se instaló definitivamente en México.  Allí escribió en el suplemento cultural de El Nacional y para la revista Las Españas, colaborando también en la revista popular Paquita del Jueves. También ejerció como maestra. Perteneció a la Unión de Mujeres Españolas, asociación que pretendía agrupar a las mujeres republicanas en el exilio. Colaboró también con su revista.
En Ciudad de México su obra De mar a mar fue publicada por la imprenta de Manuel Altolaguirre y Concha Méndez.
Falleció en el año 1949 tras una operación de apendicitis.

## Publicaciones
- Europa fugitiva.Treinta estampas de la guerra (1941)
- Un recuerdo del horror con unas palabras (1942)
- Isabelle Blume (1942)
- Cristal de las horas (1942)
- De mar a mar (1946)
- Raíz al viento (1947)